# دهه ۱۳۹۰ (میلادی)

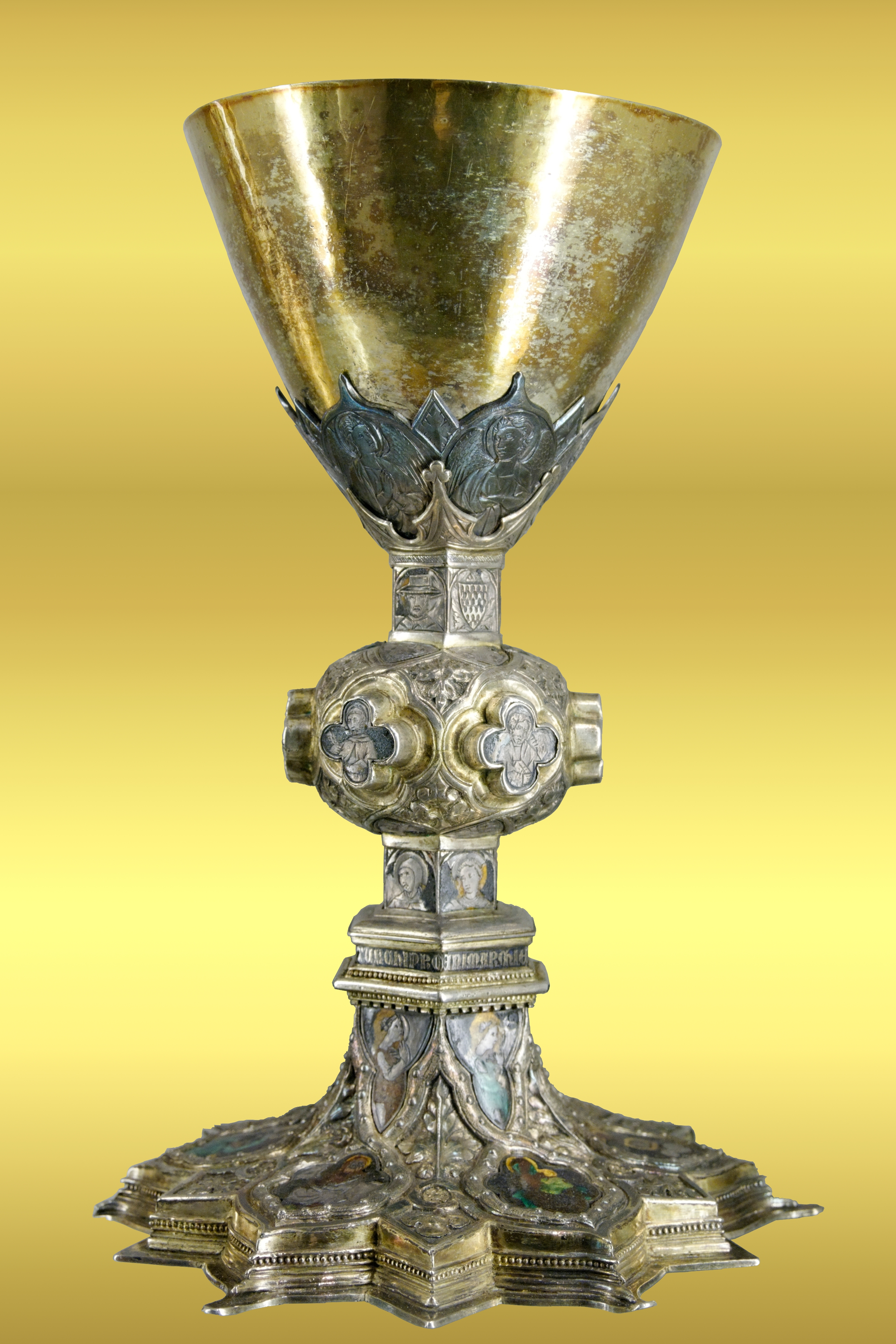
شیئی ارزشمند از دهه 1390

دهه ۱۳۹۰ (میلادی) صد و سی و نهمین دهه تقویم میلادی است.

## درگذشتگان
‎